# Alianza por la República (Senegal)
Alianza por la República-Yakaar (en francés: Alliance pour la république, APR) es un partido político de Senegal. La APR fue fundada por el ex primer ministro Macky Sall tras su salida del Partido Democrático Senegalés (PDS) en diciembre de 2008.

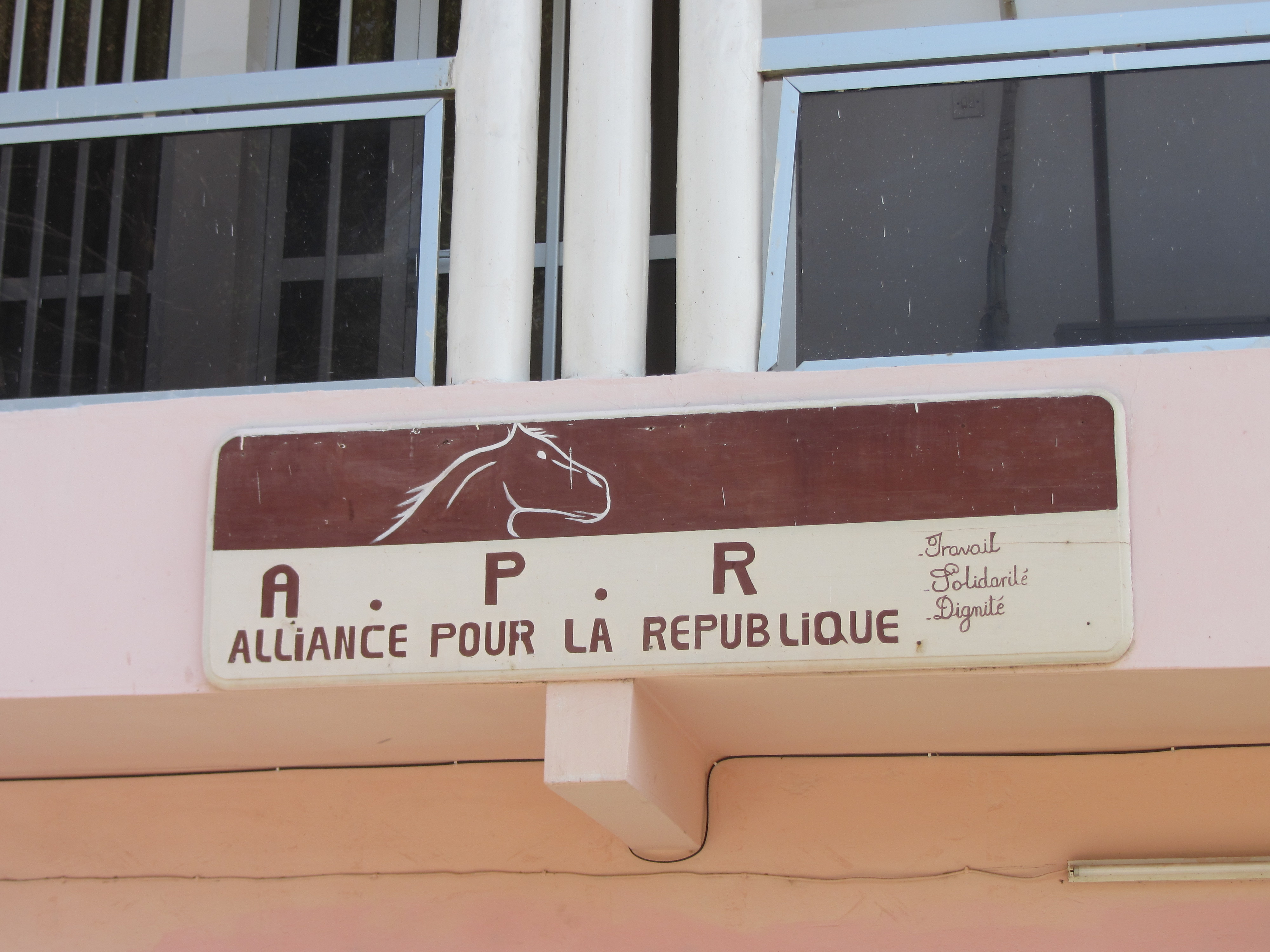
Cartel del partido en Saint-Louis.

Macky Sall fue el candindato de la APR en las elecciones presidenciales de 2012, en las que ganó al presidente titular Abdoulaye Wade. En las elecciones de 2019, Sall ganó la reelección.
La APR es el partido dominante de la coalición electoral Unidos en la Esperanza, que tiene una mayoría holgada en la Asamblea Nacional.
La APR está formada en gran parte por exmiembros del PDS.

## Resultados electorales

### Elecciones presidenciales
|  | 26.58 % |

|  | 65.80 % |

|  | 58.26 % |

|  | 35.79 % |

### Elecciones parlamentarias
| Año  | Líder del partido | Votos     | %      | Escaños | +/–   | Posición | Coalición                |
| ---- | ----------------- | --------- | ------ | ------- | ----- | -------- | ------------------------ |
| 2012 | Macky Sall        | 1,040,899 | 53.06% | 119/150 | Nuevo | 1º       | (Unidos en la Esperanza) |
| 2017 | Macky Sall        | 1,637,761 | 49.47% | 125/165 | 6     | 1º       | (Unidos en la Esperanza) |
| 2022 | Aminata Touré     | 1,518,137 | 46.56% | 82/165  | 43    | 1º       | (Unidos en la Esperanza) |